# Iurivka, Konotop
Iurivka (în ucraineană Юрівка) este o comună în raionul Konotop, regiunea Sumî, Ucraina, formată numai din satul de reședință.

## Demografie
Componența lingvistică a comunei Iurivka
     Ucraineană (98,06%)
     Rusă (1,94%)
Conform recensământului din 2001, majoritatea populației comunei Iurivka era vorbitoare de ucraineană (98,06%), existând în minoritate și vorbitori de rusă (1,94%).